# (4472) Navashin
(4472) Navashin (1980 TY14) – planetoida z pasa głównego asteroid okrążająca Słońce w ciągu 3,36 lat w średniej odległości 2,24 j.a. Odkryta 15 października 1980 roku.